# Alisma subcordatum
Alisma subcordatum là một loài thực vật có hoa trong họ Alismataceae. Loài này được Raf. mô tả khoa học đầu tiên năm 1808.